# Baja
För andra betydelser, se Baja (olika betydelser).
Baja (ungerskt uttal: [ˈbɒjɒ], tyska: Frankenstadt) är en stad och kommun i distriktet Baja i provinsen Bács-Kiskun i södra Ungern. Kommunen har 32 759 invånare (2024), på en yta av 177,89 km².

## Geografi
Baja ligger cirka 147 kilometer söder om Budapest och 99 kilometer sydväst om Kecskemét, vid korsningen mellan vägarna 55 och 51, vid floden Donau. Staden är mötesplatsen för två stora regioner: det stora ungerska slättlandet (Alföld) och Transdanubien. Gränsen utgörs av floden Donau. Väster om staden ligger den unika skogen Gemenc. Gemenc är en del av Donau-Dravas nationalpark, vilken kan upptäckas genom en färd med en smalspårig järnväg från Baja.
Baja ligger på Donaus västra flodbank, på det stora ungerska slättlandet. Staden är däremot mer lik städerna i Transdanubien. Öster om staden odlar man grödor såsom majs, vete och korn.

### Klimat
Baja ligger i den region där det kontinentala klimatet och medelhavsklimatet möter varandra. Somrarna är heta (med temperaturer ibland upp mot 35–36 °C) och torra; medan vintrarna är kalla och snöiga. Det regnar ofta under våren.

## Kultur, utbildning och folkliv
Staden har några museum och konstgallerier, de flesta av dem med permanenta utställningar. Bland dessa finns István Türrs museum (utställningsobjekt rörande tidigare lokalliv), István Nagygalleriet (en samling av Nagys målningar) och Bunjevcihuset (rörande bunjevcifolkets traditioner). Den årliga Fiskarens soppkokningsfestival är ett känt evenemang, vilket omfattar både den stora soppkokningstävlingen och andra kulturella händelser.
Det finns 15 kyrkor i staden som representerar varje etnicitets religion. 47,9 procent av befolkningen bekände sig vid folkräkningen 2011 till den romersk-katolska kyrkan.
Det finns tre nämnvärda utbildningsinstitut i staden: III. Béla Gimnázium, Eötvös József College och tyska centret (MNÁMK). Andra mindre specialinriktade skolor finns.